# Первичная магма
Первичная магма (англ. primary magma) — исходный магматический субстрат, отделяющийся непосредственно от тугоплавкового мантийного (гарцбургитового или дунитового) рестита и находящийся с ним в равновесии. Первичные магмы являются более примитивными по отношению к производным родоначальным (исходным) магмам. Считается, что плавлением шпинелевых и гранатовых лерцолитов можно объяснить все разнообразие наблюдаемых базальтов, причем с ростом глубины увеличиваются содержания алюминия и магния в шпинелях и гранатах соответственно.  Помимо упомянутого выше доминирующего в современной петрологии представления о перидотитах как главном источнике первичных мантийных магм, существует концепция пироксенитовой мантии, не подтверждающаяся статистически и количественно обнаружением большой доли включений и мантийных ксенолитов (нодулей) соответствующего состава. Различают  дифференциальные и интегральные первичные магмы (оба этих термина были предложены Соболевым А. В).
Дифференциальные первичные магмы — микропорции расплава, возникающие в зоне плавления мантийного вещества. Состав дифференциальных первичных магм могут отражать расплавные включения в минералах.
Интегральные первичные магмы являются результатом смешения целого набора порций расплавов, отвечающих низким степенями плавления мантийного субстрата (дифференциальных магм). Составы интегральных первичных магм фиксируются в составе горных пород и вулканических стекол, образовавшихся из этих магм.